# 전립샘절제술
전립샘절제술은 전립샘 전체 또는 일부를 외과적으로 제거하는 것을 말한다. 요폐를 유발하는 양성 질환, 전립샘암, 기타 골반 암에 대해 수행한다.
전립샘절제술에는 두 가지 주요 유형이 있다. 단순 전립샘절제술은 전립샘의 일부만 제거한다. 외과의는 일반적으로 양성 상태에 대해서만 간단한 전립샘절제술을 수행한다. 전립샘 전체, 정낭 및 수정관을 제거하는 근치적 전립샘절제술은 암에 대해 수행된다.
수술 방법에는 여러 가지가 있다. 하복부를 통한 큰 절개창을 통해 시행하는 개복술, 최소 침습 수술의 일종으로 로봇의 도움을 받는 복강경 수술, 요도나 회음부를 통해 시행하는 수술 등이 있다.

## 의료용

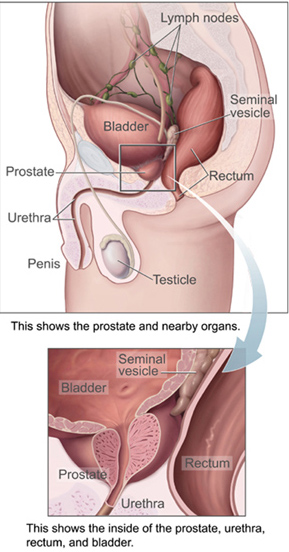
전립샘과 그 근처의 기관

양성 환경에서 전립샘 제거에 대한 적응증에는 급성 요폐, 재발성 요로감염증, 제어할 수 없는 혈뇨, 방광출구 폐쇄에 따른 방광 결석, 의료 또는 최소 침습 요법에 반응하지 않는 방광출구 폐쇄로 인한 중요한 증상 및 만성 콩팥병, 만성 방광출구 폐쇄에 이차적인 질병이 포함된다.
악성 암으로 인해 근치적 전립샘절제술을 시행한다. 전립샘암의 경우 최선의 치료는 종종 질병이 나타내는 위험 수준에 따라 다르다. '매우 낮은 위험' 및 '낮은 위험'으로 분류되는 대부분의 전립샘암의 경우 근치적 전립샘절제술은 여러 치료 옵션 중 하나이다. 다른 것에는 방사선 치료, 감시 대기, 능동적 감시가 포함된다. 중간 및 고위험 전립샘암의 경우 다른 치료 옵션과 함께 근치 전립샘절제술이 종종 권장된다. 근치적 전립샘절제술은 암이 전립샘 바깥의 림프절 또는 신체의 다른 부분으로 전이되었을 때는 권장되지 않는다. 고위험 암에 대한 최선의 치료 옵션에 대한 결정을 내리기 전에 암이 전립샘 외부로 퍼지지 않았는지 확인하기 위해 CT, MRI 또는 뼈 스캔을 사용한 영상 검사를 수행한다.

## 기술 및 접근 방식

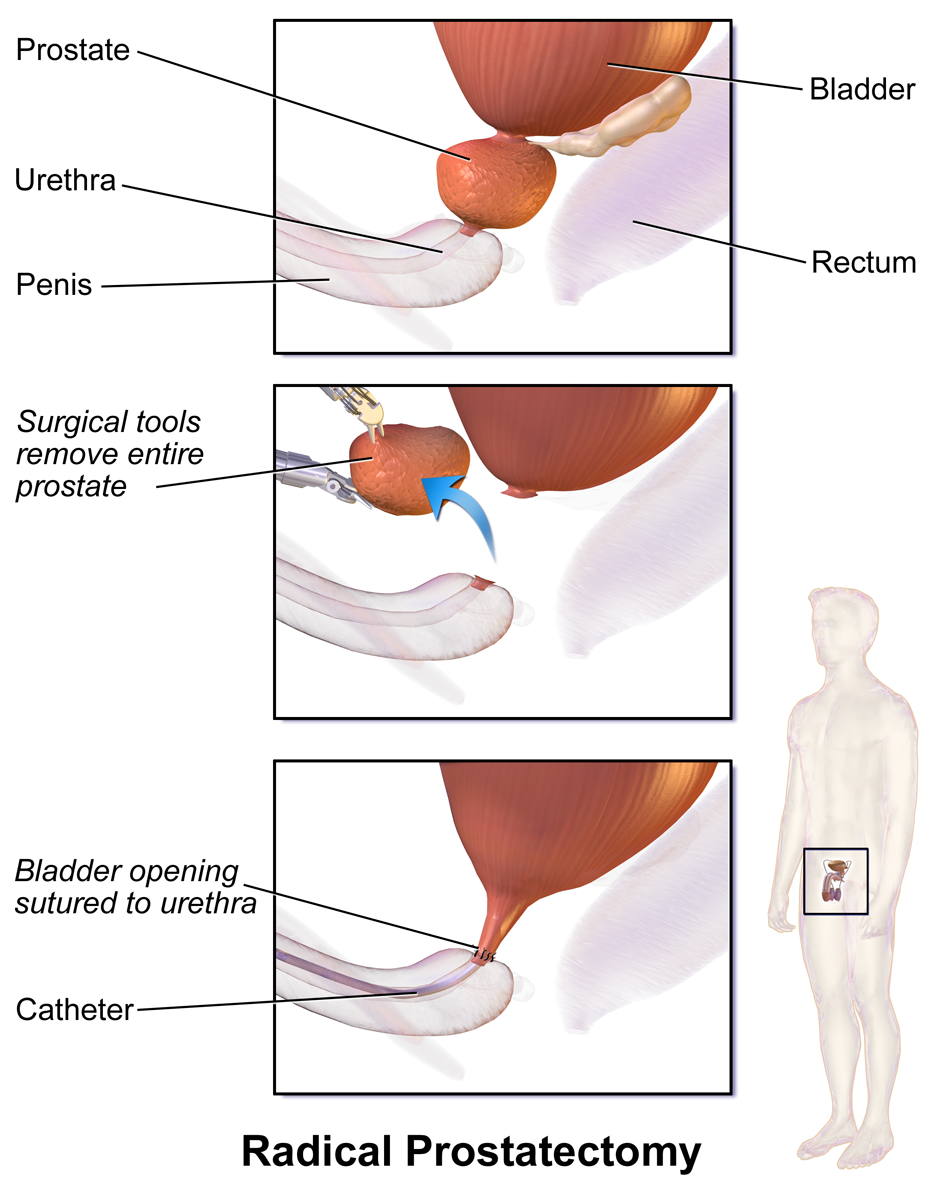
전립샘의 절제

개복 전립샘절제술에서는 하복부나 회음부를 통한 커다란 단일 절개창을 통해 전립샘에 접근한다. 두덩뒤(치골후, retropubic), 두덩위(치골상, suprapubic), 샅(회음부, perineal) 등의 앞에 추가로 붙는 용어는 이 큰 절개창을 통해 해부학적으로 전립샘에 접근하는 경로를 의미한다. 두덩뒤전립샘절제술은 하복부를 통해 두덩뼈 뒤를 통과하여 전립샘에 접근한다. 두덩위전립샘절제술은 하복부와 방광을 통해 전립샘에 접근한다. 샅전립샘절제술은 복부 아래쪽의 곧창자와 음낭 사이를 절개하여 시행한다.
로봇 보조 기구는 여러 개의 작은 복부 절개창을 통해 삽입되고 외과의가 제어한다. 일부는 '컴퓨터 지원'이라는 용어 대신 '로봇'이라는 용어를 짧게 사용한다. 그러나 컴퓨터 보조 장치로 수행되는 절차는 로봇이 아닌 외과 의사가 수행한다. 컴퓨터 지원 장치는 외과 의사에게 더 많은 손재주와 더 나은 시야를 제공하지만 기존 복강경 검사에 비해 촉각으로 정보를 얻을 수 없다. 컴퓨터 보조 복강경 (CALP)에 대해 특별히 교육을 받고 경험이 풍부한 외과의가 수행할 경우 개복 전립샘절제술에 비해 더 작은 절개, 통증 감소, 출혈 감소, 감염 위험 감소, 치유 시간 단축, 짧은 입원 기간이라는 장점을 가진다. 로봇 수술의 비용은 더 높지만 장기적인 기능 및 종양학적 우월성은 아직 확립되지 않았다.

## 위험 및 합병증
전립샘을 외과적으로 제거하면 환자가 발기부전을 경험할 가능성이 높아진다. 근치적 전립샘절제술은 외부 빔 방사선 요법보다 성기능의 더 큰 감소와 관련이 있다. 신경 보존 수술은 환자가 발기 부전을 경험할 위험을 줄이다. 그러나 모든 외과의사뿐만 아니라 신경 보존 외과의의 경험과 기술은 환자의 발기 기능이 긍정적일 가능성을 결정하는 중요한 요소이다.